# 9489 Tanemahuta
A 9489 Tanemahuta (ideiglenes jelöléssel 1146 T-1) a Naprendszer kisbolygóövében található aszteroida. Cornelis Johannes van Houten, Ingrid van Houten-Groeneveld és Tom Gehrels fedezte fel 1971. március 25-én.